# Diogmites ferrugineus
Diogmites ferrugineus är en tvåvingeart som först beskrevs av Lynch Arribalzaga 1880.  Diogmites ferrugineus ingår i släktet Diogmites och familjen rovflugor. Inga underarter finns listade i Catalogue of Life.